# Демме, Тед
Тед Демме (англ. Ted Demme; 1963—2002) — американский кинорежиссёр и продюсер. Племянник режиссёра Джонатана Демме.

## Биография
Родился 26 октября 1963 года в Нью-Йорке, вырос на Лонг-Айленде.
В 1985 году окончил Университет штата Нью-Йорк в Кортленде (англ. Cortland). В университете Демме выступал с радиопрограммой на университетском радио.
Профессиональная карьера Демме началась с должности ассистента на MTV. Позже он стал автором хип-хоп-шоу «Yo! MTV Raps», которое транслировалось на кабельных каналах, и выступил в качестве режиссёра нескольких других проектов MTV, включая шоу скандально известного ирландского актера Дениса Лири.
Умер 13 января 2002 года в Санта Монике — во время баскетбольного показательного матча знаменитостей, в результате сердечного приступа.

## Личная жизнь
- Жена — Аманда Шир (c 1994 по 2002 годы)[2]. Двое детей — сын и дочь.

## Фильмография
- 1993 — Кто этот тип?
- 1994 — Осторожно, заложник!
- 1996 — Красивые девушки
- 1997 — Выстрел
- 1997 — Не прислоняться
- 1998 — Доносчик
- 1999 — Пожизненно
- 2001 — Кокаин
- 2003 — Десятилетие под влиянием